# Ladění
Ladění (temperatura) stanovuje přesné vzdálenosti jednotlivých tónů v hudební stupnici. Ladění tak určuje frekvence jednotlivých tónů a poměry mezi nimi.

## Základy ladění

### Tón a jeho charakteristika
Každý zvuk vzniká chvěním nějakého tělesa. Tělesa kmitající pravidelně, s určitou frekvencí, vydávají tóny (například chvějící se struna); nepravidelně kmitající tělesa, jejichž kmity nemají konstantní frekvenci, vydávají hluky či šramoty (například činely). Základní charakteristiky tónu jsou výška, barva, délka a síla. Pro teorii ladění je důležitá pouze výška tónů, ačkoliv s laděním hluboce souvisí i barva tónu, jak bude objasněno dále.
Vnímaná výška tónu je závislá především na frekvenci kmitání tělesa. Čím vyšší je počet kmitů za sekundu (frekvence), tím vyšší tón vnímáme.

Chvějící se struna

Podstata barvy tónu byla objevena až na přelomu 17. a 18. století. V té době bylo zjištěno, že každý tón obsahuje i celou řadu tónů dalších, které již jako samostatné tóny neslyšíme. Tyto tzv. alikvotní tóny (též tzv. vyšší harmonické frekvence) vznikají tak, že předmět vydávající zvuk se chvěje velmi složitým způsobem, v němž se kromě chvění vcelku zároveň odráží i chvění stále menších a menších částí tělesa. Struna se tedy chvěje celá (schéma 1), zároveň se však chvějí i její poloviny (schéma 2), třetiny (schéma 3) apod., teoreticky až do nekonečna. Všechny tyto části struny tedy vydávají své vlastní, sluchem samostatně takřka nezachytitelné tóny. Součtem těchto vlnění vzniká složité vlnění struny, jehož časový průběh a tím i výsledná barva tónu závisí na tom, jak jsou jednotlivé alikvotní tóny silné. Tento princip se neomezuje pouze na struny, velmi podobně se chovají i u trubice dechových nástrojů, lidské hlasivky apod. Zvuková ukázka čistého uměle syntetizovaného sinusového zvuku bez jakýchkoliv alikvót, odpovídajícího první harmonické složce (viz schéma 1), je k dispozici zde. 
Uspořádání alikvotních tónů je naprosto zásadní pro teorii ladění. Základní principy lze ukázat pomocí metody dělení struny. Jak již bylo řečeno, alikvotní tóny vznikají samostatným chvěním poloviny, třetiny a dalších zlomků struny nebo jiného tělesa vydávajícího tón. Není tedy nic lehčího, než zkrátit strunu na příslušný zlomek a zjistit, jaký tón takto zkrácená struna vydává. Struna zkrácená na polovinu zní o oktávu výše než celá; struna zkrácená na třetinu zní o oktávu a kvintu (duodecimu) výše; struna zkrácená na čtvrtinu zní o dvě oktávy výše a tak dále. Výšky prvních šestnácti harmonických frekvencí znázorňuje obrázek vpravo dole.

### Intervaly

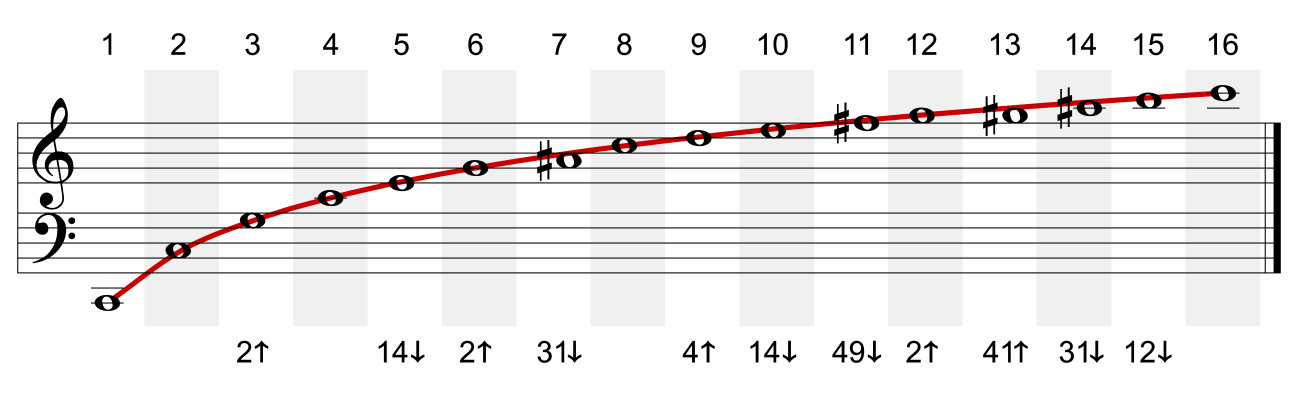
Řada harmonických frekvencí: Červená křivka demonstruje logaritmický charakter notace. Čísla ve spodní řadě udávají odchylku každé harmonické frekvence od rovnoměrně temperovaného ladění v centech. Poslech (MIDI)

Již tedy víme, že vzdálenost mezi první a druhou harmonickou složkou (čili mezi základním tónem a prvním alikvotním) je oktáva. Tento interval je natolik konsonantní, že tóny vzdálené jednu nebo více oktáv označujeme stejným názvem, např. C. Míra konsonantnosti intervalu se dá určit také ze součtu čísel, která se vyskytují v čitateli a jmenovateli zlomku, vyjadřujícího poměr frekvencí tónů intervalu. Po unisonu s poměrem frekvencí 1:1 (součet 2) je další nejjednodušší možný poměr právě u oktávy – 2:1 (součet 3).
Vzdálenost mezi druhou a třetí harmonickou složkou je kvinta; poměr frekvencí je 3:2; viz porovnání schémat 2 a 3. Vzdálenost mezi třetí a čtvrtou složkou je kvarta s poměrem frekvencí 4:3, mezi čtvrtou a pátou složkou velká tercie s poměrem frekvencí 5:4 atd. V evropské i jiné hudbě se využívají i intervaly i s jinými poměry, např. velká sexta s poměrem frekvencí 5:3 (viz také obrázek s řadou harmonických frekvencí). 
Pro teorii ladění jsou důležité především intervaly v rozsahu jedné oktávy, tedy od poměru 1:1 (dva stejné tóny – unisono – čistá prima) do poměru 2:1 (čistá oktáva). Například decima s podílem frekvencí 5:2 (viz obrázek s alikvotními tóny) lze rozepsat jako oktáva + velká tercie (5:2 = 2:1 x 5:4). Po oktávové transpozici lze tedy z intervalu velké decimy odvodit velikost velké tercie.

### Hudební stupnice a určování tónů
Hudební stupnice dává intervalům určitý řád; aby vznikla stupnice, je třeba vyplnit oktávu řadou tónů, což se dělo v průběhu dob značně rozmanitými způsoby.
K nejstarším stupnicím patří pětitónová stupnice bez půltónů, tzv. anhemitonická pentatonika, používaná již ve starověké Číně, Japonsku, Indii a dalších zemích. V pythagorejském ladění je odvozena ze čtyř po sobě následujících kvint: např. c-g-d-a-e; po uspořádání do rozmezí jedné oktávy c-d-e-g-a, na konci doplněná o tón c. Pentatonika se dochovala u některých národů až do dnešní doby.
Základem řeckých stupnic jsou tzv. tetrachordy (posloupnosti čtyř tónů). Rozdělením tercií okolo 5. století př. n. l. vznikly tetrachordy složené pouze z celých tónů a půltónů; kombinací dvou tetrachordů byl položen základ středověkých stupnic – církevních modů. Evropská hudba dospěla ve vývoji až ke dvanáctitónové chromatické stupnici, složené z půltónů.
Vytvořit tuto stupnici tak, aby všechny intervaly byly „čisté“ však není možné. Již víme, že oktáva má poměr frekvencí 2:1 = 2. Kdybychom chtěli sestavit stupnici např. z dvanácti čistých půltónů s poměrem frekvencí 16:15, dvanáctý půltón nebude souhlasit s čistou oktávou, ale bude o více než půltón výše: (16:15)12 = 2,169425 = 141 centů. Podobná situace nastává i u dalších intervalů. Nemožnost čistého rozdělení oktávy se snaží každý systém ladění obejít způsobem, který je co možná nejpříjemnější pro poslech; každý však musí v něčem ustoupit. Například v pythagorejském ladění existuje tzv. Pythagorejské komma, ve všech „barokních“ laděních zní stupnice v tóninách vzdálených od základní tóniny falešně apod.; více informací lze najít u jednotlivých ladění. V současnosti používané rovnoměrně temperované ladění sice rozděluje oktávu na dvanáct stejných půltónových intervalů s poměrem frekvencí {\displaystyle {\sqrt[{12}]{2}}:1}, žádný interval kromě oktávy však nemá „přirozenou“ velikost, vyskytující se v alikvotních tónech.

## Čistá ladění
Jako čistá nebo také přirozená ladění se označují ladění využívající pouze tóny, jejichž frekvence jsou ve vzájemných poměrech vyjádřitelných celými čísly. Přesné významy těchto termínů jsou však poměrně nejednotné. Do této skupiny mimo jiné patří:
- Pythagorejské ladění – pro odvození všech tónů používá oktávu 2:1 a kvintu 3:2.
- Didymické čisté ladění přidává ještě interval velké tercie 5:4.

Ladění s intervaly obsahujícími prvočísla větší než 5 se v tradiční evropské hudbě nepoužívají.
V případě použití čistých ladění mají intervaly „přirozenou“ velikost, danou poměrem celých čísel. Pokud jsou tato čísla dostatečně malá, znějí souzvuky „čistě“ a přinášejí velice příjemný sluchový vjem. Tato ladění mají ale i své nevýhody, které fakticky znemožňují jejich použití v běžné současné evropské hudbě. Důsledné uplatnění čistých ladění by vedlo k nekonečně velkému počtu tónů v oktávě. Při použití omezeného počtu tónů se v systému ladění objevují „nečisté“, nelibozvučné intervaly (označují se jako tzv. vlčí intervaly). Přesné frekvence jednotlivých tónů se navíc v různých stupnicích u čistých ladění liší, (nota A v C dur nemá stejnou frekvenci jako nota A v D dur). Při modulaci do jiné tóniny znějí proto některé intervaly rozladěně, čistá ladění jsou tedy pro složitější hudbu, využívající modulací, prakticky nevyužitelná. V čistých laděních také není možná enharmonická záměna většiny tónů (například C# není Db). Toto působí potíže při konstrukci a ladění nástrojů s pevnými výškami tónů.

## Temperovaná ladění
Pro zmírnění některých výše uvedených problémů čistých ladění bylo vytvořeno mnoho temperovaných ladění, u nichž jsou některé čisté intervaly záměrně rozladěny, aby se docílilo přesnějšího naladění intervalů jiných. Nejvýznamnější předností temperovaných ladění je umožnění modulace i do jiných tónin, aniž by se v nich objevovaly disharmonické vlčí intervaly. U většiny těchto ladění také existuje enharmonická záměna (například D# = Eb = Fbb…), která umožňuje omezit počet tónů v oktávě (v evropské hudbě na 12). Tato ladění se dají rozdělit do dvou skupin:
Nerovnoměrně temperovaná ladění mají frekvence tónů upraveny tak, aby blízké tóniny od základní tóniny zněly co nejlépe a vzdálené tóniny alespoň použitelně. Některé intervaly jsou „preferované“ – jsou temperované tak, aby vycházely jako čisté; některé zní disonantněji. Do této skupiny patří celá řada ladění, mimo jiné:
- Parejovo ladění (1482)
- Schlickovo ladění (1511)
- Grammateovo ladění (1518)
- Středotónové ladění (nejrozšířenější ladění 16.-17. století)
- Werckmeisterovo ladění (1691)
- Kirnbergerovo ladění (1766,1771,1779)
- Silbermannovo ladění (I., II., III.)
- Valottiho ladění
- Youngovo ladění

Rovnoměrně temperované ladění je v současnosti nejpoužívanějším laděním v evropské hudbě. Všechny intervaly stejného druhu (kvinty, kvarty, tercie atd.) jsou stejně velké (stejně „rozladěné“), ale žádný interval kromě oktáv není úplně „čistý“. Také všechny tóniny jsou rovnocenné, modulace je možná do libovolně vzdálených tónin bez vlivu na zvukovou kvalitu intervalů.

## Exotická ladění
Tradiční indické ladění dělí oktávu na 22 dílů (šruti), dnes však základních sedm stupňů mnohdy odpovídá evropské diatonice. Některá arabská ladění vycházejí z ladění pythagorejského, oktávu však dělí na 17 stupňů. V moderní teorii arabské hudby se často používá dělení oktávy na 24 shodných dílů – temperovaných čtvrttónů. 
V hudbě mnoha kultur není harmonie a konsonance podstatným prvkem v hudbě. Používané hudební nástroje bývají proto laděny zcela odlišným způsobem, který obvykle není založen na matematických principech. Např. indonéské systémy sléndro a pélog nepoužívají čisté oktávy a přesné výšky tónů se u jednotlivých nástrojů a orchestrů liší. Podobná je i situace u mnoha ladění, používaných v Africe.

## Další typy ladění
Kromě ladění, která je možné označit za tradiční, existuje velké množství ladění dalších, která jsou používána v mikrotonální hudbě. 
Mnohá mají za základ čistou oktávu, dělí ji však na jiný počet dílů než je obvyklé. K nejznámějším patří ladění čtvrttónové, běžné je i dělení na 19, 22, 53 nebo 72 dílů. 
Některá ladění nemají za základ oktávu, ale jiný interval. K nim patří ladění Bohlen-Pierce vycházející z duodecimy 3:1, ladění 88-cet Garyho Morrisona, založené na intervalu o velikosti 88 centů, nebo stupnice alfa, beta nebo gama, které vytvořila Wendy Carlos. 
Lze vytvořit i ladění, jejichž struktura se po žádné transpozici neopakuje.

## Software
- Scala: Program k vytváření, analýze a manipulaci s různými druhy ladění (Linux, MacOS, Windows): Hudební stupnice, Freeware
- Mutabor Archivováno 14. 5. 2007 na Wayback Machine.: Živé muzicírování s mikrotóny (Windows)
- Hermode tuning: Programem řízené ladění s informacemi o historických laděních

## Další významy slova ladění
Výraz ladění se může používat i v následujících významech:
- Základní tón daného dechového nástroje – např. zobcové flétny bývají buď v ladění C (sopránová a tenorová) nebo v ladění F (altová a basová); velká část dechových nástrojů bývá v ladění F (lesní roh) nebo B (nejrozšířenější ladění klarinetu) atd.
- Podobně i osazení strunných nástrojů strunami s danou výškou tónu – např. dnešní housle mají ladění g-d-a-e, kytary bývají v ladění e-a-d-g-h-e, ale např. loutny a další historické nástroje používají mnoho různých ladění.[2]
- Postup, kterého používá hudebník nebo ladič při ladění hudebního nástroje.